# Tommy Donlon
Tommy Donlon (* 4. September 1968 in Dublin) ist ein irischer Poolbillardspieler.

## Leben
Im September 1995 erreichte Tommy Donlon beim European Pool Masters das Achtelfinale. Nachdem er auch 1996 die Runde der letzten 16 des nun als World Pool Masters ausgetragenen Turniers erreicht hatte, gelang ihm 1997 der Einzug ins Finale, in dem er sich jedoch Earl Strickland geschlagen geben musste. 1999 erreichte er beim World Pool Masters das Viertelfinale. Bei der 9-Ball-Weltmeisterschaft 2001 schaffte er es in die Runde der letzten 64, in der er mit 5:9 gegen den Kanadier Alain Martel verlor. Nachdem er 2002 als Fünftplatzierter seiner Gruppe in der Vorrunde ausgeschieden war, unterlag er 2003 dem Kanadier Luc Salvas in der Runde der letzten 64 nur knapp mit 8:9. Bei der 9-Ball-WM 2004 schied er in der Vorrunde als Sechster seiner Gruppe aus. In den Jahren 2013 und 2015 erreichte er bei jeweils einem Turnier der Great Britain 9-Ball Tour (GB9) den dritten Platz.
Beim Mosconi Cup 1997 war Donlon Teil des europäischen Teams, das mit 8:13 gegen das Team der USA verlor. Er selbst gewann dabei zwei seiner fünf Partien.
Beim World Cup of Pool 2006 bildete er gemeinsam mit Paddy McLoughlin das irische Team, das in der ersten Runde gegen die Finnen Mika Immonen und Markus Juva ausschied.